# Miedźno (gmina)
Miedźno est une gmina rurale du powiat de Kłobuck, Silésie, dans le sud de la Pologne. Son siège est le village de Miedźno, qui se situe environ 7 km au nord-est de Kłobuck et 80 km au nord de la capitale régionale Katowice.
La gmina couvre une superficie de 113,17 km2 pour une population de 7 573 habitants.

## Géographie
La gmina inclut les villages de Borowa, Izbiska, Kołaczkowice, Mazówki, Miedźno, Mokra, Nowy Folwark, Ostrowy nad Okszą, Rywaczki, Wapiennik et Władysławów.
La gmina borde les gminy de Kłobuck, Mykanów, Nowa Brzeźnica, Opatów et Popów.